# Calytrix divergens
Calytrix divergens är en myrtenväxtart som beskrevs av Lyndley Alan Craven. Calytrix divergens ingår i släktet Calytrix och familjen myrtenväxter. Inga underarter finns listade i Catalogue of Life.